# Isobryales
Isobryales, nekadašnji red pravih mahovina. U njerga je uključivano 120 vrsta u 10 porodica.
Opisao ga je M. Fleisch. 1920.

## Porodice
1. Cyrtopodaceae M. Fleisch.
2. Fontinalaceae Schimp.
3. Hydropogonaceae W.H. Welch
4. Lepyrodontaceae Broth.
5. Prionodontaceae Broth.
6. Ptychomniaceae M. Fleisch.
7. Regmatodontaceae Broth.
8. Rutenbergiaceae M. Fleisch.
9. Trachypodaceae M. Fleisch.
10. Wardiaceae W.H. Welch